# Gérard Devos (football)
Gérard Devos est un footballeur international belge né le 19 août 1903 à Saint-André (Bruges) en Belgique et mort le 5 janvier 1972 à Tielt en Belgique.
Il a évolué comme milieu de terrain dans les années 1920 au Cercle Bruges KSV et a été champion de Belgique en 1927.
Sélectionné avec l'équipe nationale, il joue neuf matches et marque un but. Il participe à deux matches du tournoi olympique de 1928 aux Pays-Bas.

## Palmarès
- International A en 1926 et 1928 (9 sélections et 1 but marqué)
- International militaire
- Participation aux Jeux Olympiques de 1928 (2 matches joués)
- Champion de Belgique en 1927 avec le Cercle Bruges KSV